# American Concrete Institute
Das American Concrete Institute (ACI) ist eine 1904 gegründete gemeinnützige Gesellschaft für Betonbau mit Sitz in Farmington Hills, Michigan. Das Institut hat über 20.000 Mitglieder in über 100 Ländern.

## Geschichte
Die Vorläuferorganisation des ACI wurde im Oktober 1904 auf einem Ingenieurskongress während einer Messe in St. Louis informell gegründet. Die ursprüngliche Idee zur Gründung der Gesellschaft war es, eine Vereinigung für die Hersteller von Betonmaschinen zu schaffen, die geeignete Maschinenführer für diese Maschinen schult. Die Idee wurde darauf ausgedehnt, generelle Fertigkeiten und Fachkenntnisse für den Baustoff Beton und Zement zu verbreiten. Die Gesellschaft tagte zunächst noch als National Association of Cement Users vom 17. bis zum 19. Januar 1905 in Indianapolis, benannte sich am 2. Juli 1913 in American Concrete Institute um. Erster Präsident war Richard L. Humphrey, der es bis 1914 blieb. Die erste Fachpublikation brachte die ACI 1929 in Form eines Journals heraus. Seit ihrer Gründung findet einmal jährlich eine ordentliche Versammlung statt und mit dem ersten Kongress 1956 in Montreal tagte die Gesellschaft erstmals außerhalb der USA. Im Jahr 1959 hatte die ACI erstmals über 10.000 Mitglieder, 1974 über 16.000 Mitglieder und seit 1990 über 20.000 Mitglieder. Mittlerweile haben sich nationale Ableger der Gesellschaft in anderen Ländern gebildet sowie enge Kontakte zu ähnlichen Gesellschaften in der ganzen Welt entwickelt.

## Aufgaben
Die Gesellschaft stellte über 400 Normen für Beton und ihre Verwendung auf, bringt technische Publikationen heraus wie das zweiwöchige ACI Structural Journal und das ACI Materials Journal sowie die monatlich erscheinenden Concrete International, betreibt eigene Materialforschungen, gibt Zertifizierungen aus und zeichnet besonders herausragende Betonbauwerke, Bauingenieure oder technische Publikationen aus. Darüber hinaus bietet das ACI seinen Mitgliedern spezielle Weiterbildungsseminare an, organisiert internationale Konferenzen und Fachtagungen und stellt eine umfangreiche Datenbank an Informationen und Fachartikel zum konstruktiven Betonbau bereit.